# مبدأ باول

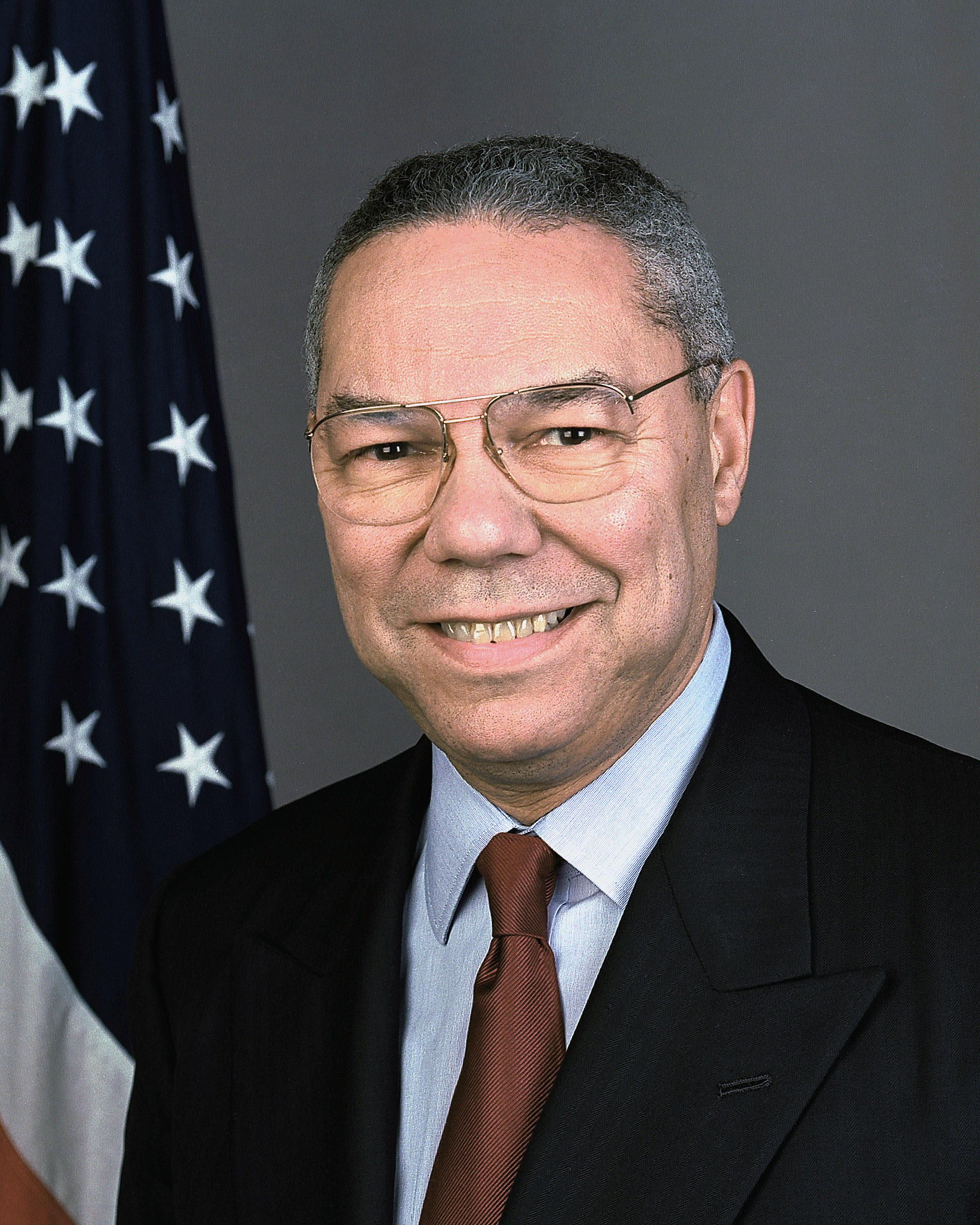
صورة رسمية كولن باول

مبدأ باول (بالإنجليزية: Powell Doctrine)‏ هو مصطلح ابتكره صحفي، وسمي على اسم الجنرال كولن باول، لعقيدة وضعها باول في الفترة التي سبقت حرب الخليج 1990-1991.
تطرح العقيدة أسئلة تؤكد على مصالح الأمن القومي، وقدرات الضربة الساحقة، مع التركيز على القوات البرية، والدعم الجماهيري الواسع، وكلها يجب الرد عليها بالإيجاب، قبل اتخاذ إجراء عسكري.
تستند عقيدة كولن باول في جزء كبير منها إلى مبدأ واينبرغر الذي وضعه كاسبار واينبرغر خلال فترة عمله كوزير للدفاع (في ذلك الوقت كان باول المساعد العسكري الأول لوينبرغر).